# Метафизический натурализм
Метафизический (онтологический) натурализм – это доктрина, согласно которой природа выступает единым, универсальным, исключающим сверхъестественное, принципом объяснения всего сущего. В результате методы и принципы естественных наук находят применение в сфере духовных и социокультурных явлений, а метафизические проблемы вовсе изымаются из философии.

## Общая характеристика
Метафизический натурализм (также называемый "онтологическим натурализмом", "философским натурализмом" и "антисупернатурализмом") представляет собой философскую систему мировоззрения и убеждений, которая утверждает, что нет ничего, кроме естественных или природных элементов, принципов и отношений того рода, которые познаются и изучаются естественными науками. Поскольку наука не располагает достоверной документацией о каких-либо сверхъестественных явлениях, метафизический натурализм утверждает, что нет таких явлений, которые бы не имели какое-либо реальное существование.
Онтологический натурализм является фундирующим элементом общей программы натурализма, которая утверждает, что вся реальность исчерпывается природой и не содержит ничего «сверхъестественного», а также, что естественно-научный метод должен использоваться для исследования всех областей реальности, включая «человеческий дух».
Центральный тезис онтологического натурализма имеет следующий вид: «Все что существует, имеет определенное качество А» о том, что существует в утвердительном отношении, и утверждение вида «Объекты, обладающие качеством В не существуют» в отрицательном отношении.
Онтологический натурализм  заключается в том, что, по мнению его представителей, все пространственно-временные объекты идентичны в своих существенных свойствах и метафизически образованы физическими субъектами. Эти объекты являются объектами изучения естественных наук.

## Онтологический натурализм в философии науки
Как ясно из описания,"онтологический натурализм" является философской программой и некоторого рода метафизической доктриной. В этом содержится особая парадоксальность "натурализма", как метафизической программы, исключающей "метафизику" в ее классическом философском содержании. Именно поэтому онтологический натурализм очень часто отождествляется с "материализмом".

### Онтологический натурализм и физикализм
Многие онтологические натуралисты разделяют физикалистское отношение к психическим актам и ментальным состояниям, утверждают единственность естественнонаучной интерпретации. Они принимают физикалистский взгляд на ментальную сферу, потому что считают, что в противном случае мы не сможем объяснить, как психические процессы могут причинно влиять на наши тела и другие физические элементы. Подобные соображения мотивируют натуралистические взгляды на биологический мир, социальный мир и так далее.
В большом количестве дискуссий онтологический натурализм даже считается эквивалентным физикализму. Например, Дэвид Папино в своей книге "Философский натурализм" смело заменяет "натурализм" на “физикализм". Стандартные определения учебников следуют той же схеме .
Это отождествление совершенно не случайно, ведь при попытках стройного определения физикализма и его классификации становится довольно сложно понять, насколько сам физикализм является метафизической доктриной и если является таковой, то в чем его принципиальное различие от метафизического натурализма?
Можно было бы остановиться на этой эквиваленции и исключить в принципе понятие онтологического натурализма из словаря, но есть существенные возражения.
Например, Марчин Милковски (Marcin Miłkowski) считает, что натурализм не сводится к физикализму, и поэтому следует различать  эти позиции. Говоря об отличии онтологического натурализма от редуктивного физикализма,   он обосновывает, что онтологический натурализм не должен отождествляться с редукцией к единой науки - физике. Натурализм не считает все объекты физическими, в том смысле, что все объекты в специальных науках к ним сводимы, не ищет идеала в физике, он отсылает скорее к идеальному естествознанию, которое не предполагает единства наук.
Тем не менее онтологический натурализм является редукционным, но редукция эта более широкого плана, к большему множеству объектов и к большему числу способов их интерпретации, чем в физикализме. В онтологическом натурализме подразумевается, что все объекты являются естественными природными объектами.
Онтологический натурализм охватывает и обобщает физикализм в широком и узком смысле, но не приравнивается к нему с точки зрения Miłkowski.

### Онтологический натурализм и методологический натурализм
По специфике предмета обсуждения в натуралистической программе разделяют: эпистемологический натурализм, семантический натурализм, онтологический и методологический натурализм. Последние являются магистральными разделениями.
"Натурализм можно интуитивно разделить на онтологический и методологический компоненты", - утверждает Дэвид Папино. "Онтологическое " относится к философскому исследованию природы бытия.
Метафизический натурализм представляет собой одно из возможных онтологических оснований для научного метода. Метафизический натурализм допускает существования только идентичных объектов, за счет этого нет необходимости в поиске и использовании разного рода методов в изучении разного рода объектов. В частности,  следствием запрета на допущение существования уникальных философских абстрактных объектов становится отрицание какого-то иного метода познания действительности, который возникает из мнимой неприменимости к таким несуществующим с точки зрения онтологического натурализма объектам.  Так, метафизический натурализм фундирует методологический натурализм как обоснование применимости единого и единственного метода теоретического исследования завершенных эмпирических наук  ко всем наукам, даже тем, которые, опираясь на другое представление о сущем, допускали уникальные методы познания уникальных объектов (например, философия).
Есть и другие взгляды на этот счет, утверждающие независимость методологического натурализма от метафизического (или онтологического). Для методологического натурализма, как утверждается Draper P., не имеет значения религиозный аспект. Методология науки, как, собственно и в принципе естественная наука, не предполагает самостоятельного отношения к религии, является доступной и адекватной практикой приверженцев различных религий. Совершенно необязательно, таким образом, быть атеистом, чтобы осуществлять исследования по установленным принципам. Практика науки может одинаковым образом осуществляться как верующими, так и неверующими. По мнению Michael C. Rea, тех, кто называет себя натуралистами, в первую очередь объединяет приверженность определенного рода методологическим диспозициям. Michael C. Rea убедительно доказывает удивительный вывод о том, что натуралисты склонны отвергать реализм в отношении материальных объектов и обосновывает, что онтологический натурализм оказывается в противоречии материализму, от которого, как считается, зависим, поэтому натурализм должен рассматриваться только как исследовательская программа.
Есть также и те, кто признают значение важности "верований" для науки, но не считают, что они оказывают существенное значение именно для научной практики.

### Онтологический натурализм и этика
Позицию онтологического натурализма в этике называют моральным (этическим) реализмом. Реалистская метафизика морали соотносит моральные факты и свойства, с одной стороны, с физическим миром (натурализм, нон-натурализм, супернатурализм), с другой - с человеческой субъективностью (объективизм и субъективизм). Следовательно,  существует подлинная, а не просто социально принятая мораль. Моральный натурализм и нон-натурализм с трудом объясняют психологическую значимость морали; кроме того, первый подразумевает плохо подходящую для морали эмпиристскую эпистемологию, а второй - не менее сомнительную сегодня интуитивистскую. С другой стороны, интерналистские теории, убедительные психологически и эпистемологически, вынуждены отрицать либо объективность, либо саму реальность морали. Моральный натурализм - это попытка обойтись той метафизикой, которой достаточно для разговора об эмоциях или лидерских качествах. К сторонникам морального реализма можно причислить Протагора, Аристотеля, Гоббса, Юма, Милля, Ницше и Маркса .

## Исторические основания метафизического натурализма

### Мировоззрение
Справедливо отсчитывать зарождение натурализма с Древней Греции. Натурфилософы, среди них Фалес, Анаксимандр, Анаксимен стремились объяснить природные феномены природными же причинами. Каузальные связи не устанавливались натурфилософами на стыке имманентного и трансцендентного. Все природные феномены они пытались не атрибутировать некоторому Божеству, а понять их с перспективы наблюдаемых природных закономерностей. Но, конечно, надо понимать, что их с большими оговорками можно охарактеризовать натуралистами в современном значении.

### Натурфилософия
Вторым важным мировоззренческим этапом в формировании натуралистического мировоззрения можно считать философию Аристотеля. Разумеется, место его в истории натурализма достаточно спорное, так как его учение о "сущности" (субстанции) явилось объектом критики современной науки, а современная научная методология во многом развивалась на контрасте с воззрениями Аристотеля. Но если рассматривать Аристотеля в его контрасте с учением Платона, то наименование его как натуралиста будет вполне обоснованно.
В действительности, с современной наукой его роднит ориентированность на познание причин для выяснения принципа действия и возможности обоснованного предсказания, а также представление о необходимой связи эмпирического и теоретического уровня научного познания.

### Эмпиризм
Ф. Бэкон задает практико-ориентированную направленность современной науки. Именно его систематизация эмпирического знания в "Новом Органоне" обусловило принцип познания причинности с целью достижения благополучия посредством воздействия на природу. Таким образом, познание естественных законов приобретает важность в значении жизни человека и определяет его меньшую зависимость от "трансцендентного". Для Д. Юма, совершившего кардинальный поворот в ориентированности на опытное познание природных явлений, опыт и наблюдение являются универсальными для всех наук. Он утверждал, что принципы познания естественных наук также применимы, и к сфере морали, логики и религии. Вместе с тем, из материализма исходила идея, что только эмпирически проверяемые объекты и события являются «фактами», а все остальное – религия, этика, мораль, эстетика – лишь вопросы веры и мнений, которые не могут быть признаны и реальными знаниями.

### Позитивизм
Важной вехой для развития мировоззренческой основы натурализма в его онтологическом аспекте стал позитивизм. Для О. Конта подлинная действительность - это именно явления, факты - без всякой "метафизической подпорки" (букв, "субстанции") С онтологическим натурализмом позитивизм, в первую, очередь роднит представления о позитивной философии как критике метафизики, и последующим преодолением ее, обозначенным Р. Карнапом, а также представление о философе, как "слуге науки", очищающем ее от привнесения "траснцендентного".

### Современная философия
Согласно Джегвону Киму, онтологический натурализм, больше чем прагматизм, отождествляется с современной аналитической философией и даже является её идеологией.

## Критика онтологического натурализма
Дейл Рипе: "Во-первых, наука всегда готова иметь дело с любым результатом, который достигается с помощью научной методологии. Во-вторых, наука включает требование «повторяемости», чтобы знания были полезными. Метафизический натуралист утверждает, что даже неповторяемые, «уникальные случаи» сверхъестественных явлений не существуют. Должна ли наука отвергать объяснения сверхъестественного как принципиальный вопрос, или она может допустить их повторение, если было достаточно доказательств, указывающих на сверхъестественные причины? Является ли онтологический натурализм тогда необходимым или основополагающим философским принципом науки или только регулятивным или методологическим?".
Первая критика заключается в круговороте его методологии, «игре в кольцо, в которой научный метод постоянно применяется к самому себе». Хотя научный метод прославляется своей исключительной способностью раскрывать тайны Природы, философская ориентация, которая влечет за собой научный метод, фактически теряет эпистемологические средства для критики того же самого упомянутого метода. Таким образом, предвидя крах натурализма, «философия будущего будет использовать научный метод критически. Нельзя легко представить будущее, в котором научный метод игнорируется. Критика исходит не только из экспериментальных элементов, но из интерпретации социального и исторического опыта. И все же в социальном плане интерпретация так же важна, как и сам метод». В основе разносторонней критики Рипе натурализма лежит социальная динамика и молчаливое предчувствие новой социологии научных знаний и научных исследований как растущей области современной интеллектуальной деятельности. Социально-исторический контекст, в котором происходит интерпретация, просто игнорируется натуралистической «теорией общества, в которой все будет улучшено с помощью образования в научном методе».
Онтологический натурализм «не сумел объяснить природу реальности, а наука, конечно, так как задача философии». Натурализм явно отвергает эпистемическую потенциальность диалектики в пользу научной актуальности, принимая скованную своим научным методом точку зрения. Таким образом, натурализм вызывает потерю воли и способности мыслящего человека представить себе, что мир мог бы быть иным, отвергая или унижая структурные изменения в пользу безопасных, устойчивых и комфортных.

### Аргумент от нормативности
Согласно натурализму, решение философских проблем возможно только на основе данных естественных наук. Но если эпистемологические проблемы являются научными проблемами, то философы не должны вмешиваться в решение этих проблем.

### "Закольцованность" и самообращение натурализма
Критика заключается в круговороте его методологии, «игре в кольцо, в которой научный метод постоянно применяется к самому себе». Хотя научный метод прославляется своей исключительной способностью раскрывать тайны Природы, философская ориентация, которая влечет за собой научный метод, фактически теряет эпистемологические средства для критики того же самого упомянутого метода. Таким образом, предвидя крах натурализма, «философия будущего будет использовать научный метод критически. Нельзя легко представить будущее, в котором научный метод игнорируется. Критика исходит не только из экспериментальных элементов, но из интерпретации социального и исторического опыта. И все же в социальном плане интерпретация так же важна, как и сам метод». В основе разносторонней критики Рипе натурализма лежит социальная динамика и молчаливое предчувствие новой социологии научных знаний и научных исследований как растущей области современной интеллектуальной деятельности. Социально-исторический контекст, в котором происходит интерпретация, просто игнорируется натуралистической «теорией общества, в которой все будет улучшено с помощью образования в научном методе».
Натурализм сам ненаучный и, таким образом, недостаточно обоснован. Аргумент самообращения может быть усложнен дополнительным рассуждением о том, что принципы натурализма не являются априорными и, следовательно, должны оцениваться не как достоверные суждения, а как вероятностные.

### Аргумент от разума
Научный метод ни в коем случае не требует этого, для практикующего ученого характерно действовать так, как если бы физический мир был реальным и независимым от разума; это в значительной степени соответствует наивному или здравому взгляду на объективную реальность физического мира, в которой берут начало многие практические  аспекты науки. в определенном смысле метафизический натурализм может показаться философски наивным, поскольку он отклоняется от точки зрения, что физическая вселенная действительно реальна и независима от разума. С философской точки зрения, оно отдает приоритет тому, что мы переживаем, по тому, как мы это переживаем; он отличается от наивного реализма, утверждая, что явления, которые мы испытываем, определяются не самим объектом восприятия, а более общей «причинной структурой» физической вселенной, частью которой мы также являемся.

### Лингвистический аргумент
Поскольку задачей онтологического натурализма является описание области ментальных явлений в научных терминах, без ссылки на «духовное», в его словарь входят такие термины, как «информация», «значение», «репрезентация», «признаки». Однако определение этих терминов подразумевает субъекта, его представление и понимание, целевые установки. Информация предполагает наличие канала передачи и декодирующее устройство, в качестве которых, применительно к человеческому субъекту, понимаются органы чувств и сознание. Значение зависит от словоупотребления в речи, репрезентация возможна там, где возможна интерпретация и понимание, признак является признаком для кого-то. Таким образом, онтологический натурализм, применяя теоретическую нагруженность языка и наблюдения, не может избежать менталистской терминологии.

### Эволюционный аргумент
Философский натурализм, о котором говорит Плантинга, это попытка выйти за пределы эмпирической науки, когда в рамках научной теории делаются некие философские заявления, которые невозможно проверить. Наука есть математическое описание явлений, но в вопросе осмысления явлений она индифферентна. Философский натурализм, предполагающий, что единственными существующими вещами являются природные сущности, и что наука — это единственный источник познания, есть мировоззрение. Поэтому можно сделать вывод, что произвольное смешение атеистического мировоззрения с наукой является ключевой причиной продолжающегося спора между религией и наукой.